# Stabilo
STABILO je německá firma vyrábějící psací a kreslicí potřeby, založená v roce 1855.

## STABILO v ČR
STABILO má své závody ve světě, včetně Schwan-STABILO ČR, s.r.o., který sídlí v Českém Krumlově.
Zde se vyrábějí dřevěné výrobky jako jsou tužky a pastelky, montují se zde ale také kancelářské výrobky z plastu a nechybí ani balírna a expedice přímo k zákazníkovi.

## Galerie

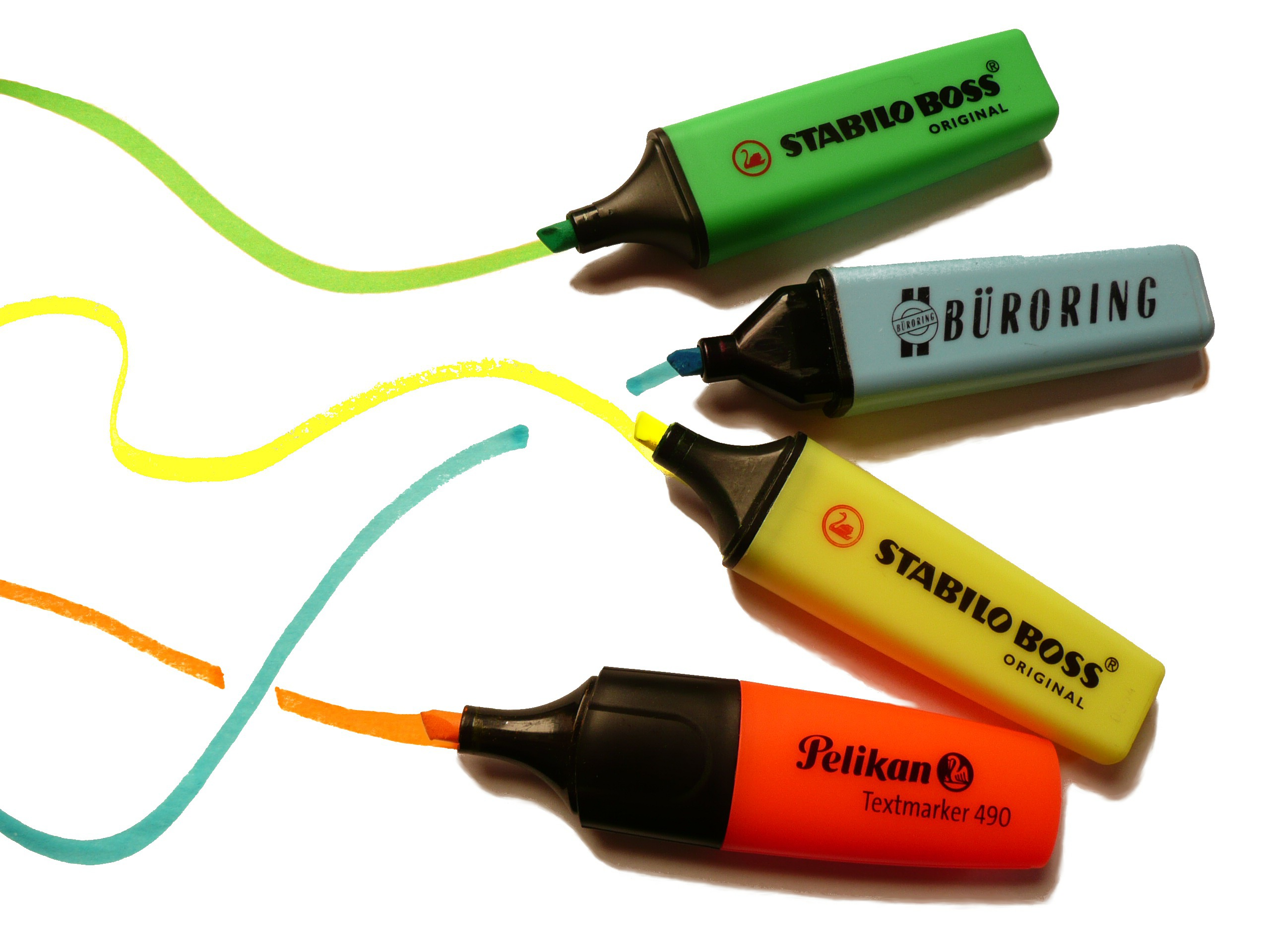
Zvýrazňovače
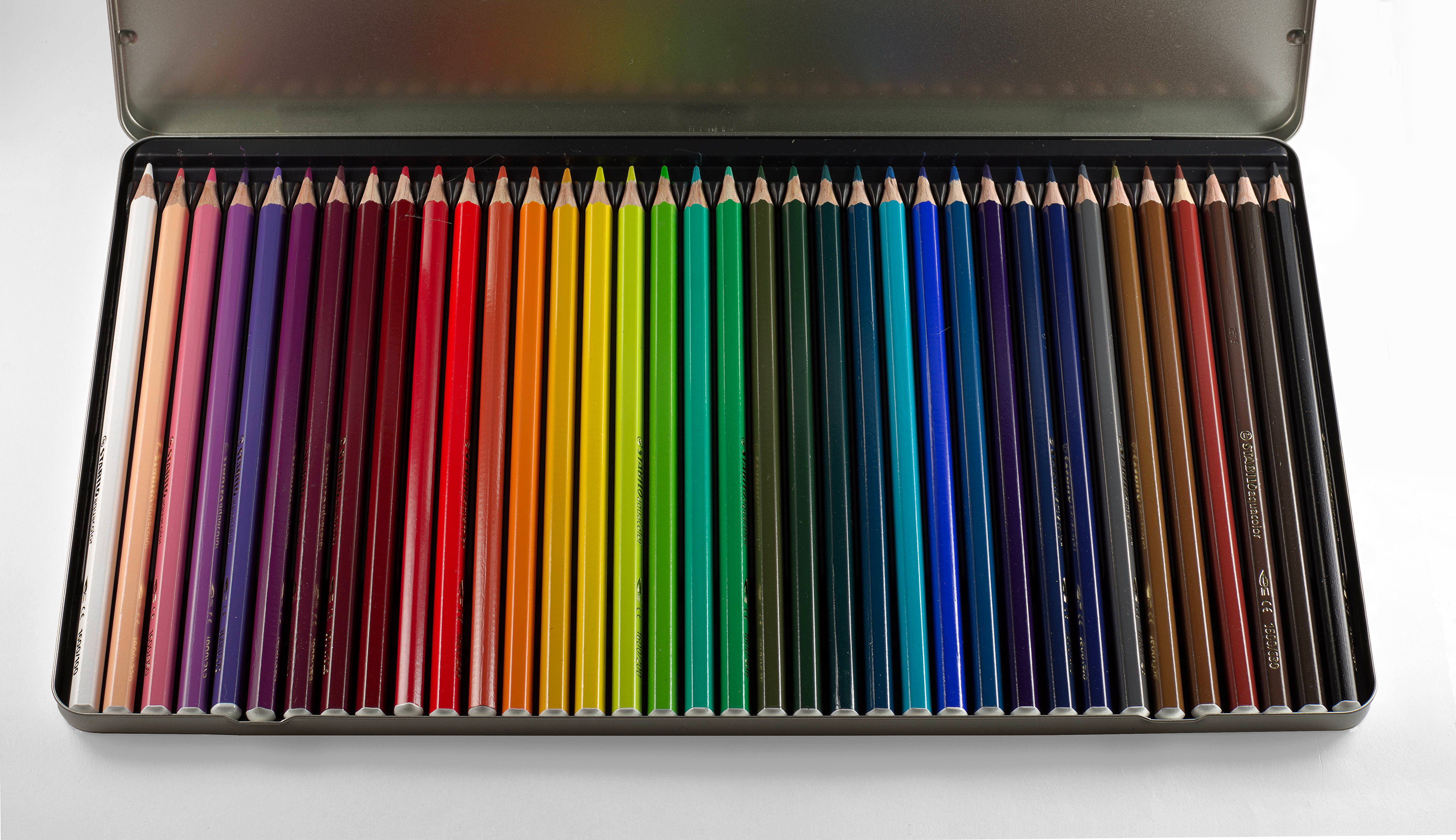
Tužky